# Academia Guanabarina de Letras
A atual Academia Guanabarina de Letras, outrora denominada Academia Suburbana de Letras e, posteriormente,  Academia de Letras do Distrito Federal, foi fundada em 	15 de setembro de 1943 na cidade do Rio de Janeiro, então Capital Federal do Brasil. É uma entidade constituída como associação de cultura literária, tendo como finalidade divulgar o complexo de atividades, instituições, padrões sociais ligados à criação e difusão das belas-artes, ciências humanas e afins, incluindo a cultura do idioma e da literatura nacional.

## História
Em 1943 o escritor e jornalista Justo Ferreira da Silva, membro do Bangu Atlético Clube, cria a então chamada Academia Suburbana de Letras; fato que seria alvo de críticas do também jornalista Raimundo Magalhães Júnior, que via na criação de tal instituição uma afronta as já estabelecidas Academia Brasileira de Letras e a Academia Carioca de Letras.
Em 1947, Academia Suburbana de Letras já é denominada oficialmente como Academia de Letras do Distrito Federal.
Com a iminência, em 1960, da transferência do Distrito Federal com a inauguração de Brasília e, por consequência, a criação do novo estado da Guanabara no território da cidade do Rio de Janeiro; em 1959 a Academia de Letras do Distrito Federal já havia passado a denominar-se como Academia Guanabarina de Letras, adotando desta maneira ao seu nome o novo gentílico local a ser criado.
Durante as comemorações do IV Centenário de fundação oficial da Cidade do Rio de Janeiro, ocorrida no ano de 1965, a Academia Guanabarina de Letras participou ativamente do evento, concedendo comendas e medalhas e, também, lançando exposições e publicações em alusão a efeméride histórica.
Em 25 de agosto de 2023 a Academia Guanabarina de Letras celebrou seus 80 anos de existência em evento homenageando seus próceres, responsáveis pelo desenvolvimento cultural da Academia ao longo destes anos.